# تاخیرانداز نور

یک موج در یک بلور تک محوری در دو جز، یکی موازی و دیگری عمود بر محور نوری جدا می‌شود که با سرعت‌های مختلف فاز جمع می‌شود. از این می‌توان برای دستکاری وضعیت قطبش موج استفاده کرد.

تاخیرانداز نور،(به انگلیسی: retarder)، افزاره ای نوری است که زاویه و حالت قطبش موج نوری که از میان آن عبور می‌کند را تغییر می‌دهد. دو نوع آن عبارتند از: صفحه نیم موج که جهت قطبش نور قطبیده خطی را تغییر می‌دهد و صفحه ربع موج که نور قطبیده خطی را به نور قطبیده دایروی تبدیل می‌کند و بالعکس. علاوه بر این، از صفحه ربع موج برای تولید قطبش بیضوی می‌توان استفاده کرد.